# Symfonie nr. 4 (Hovhaness)
Alan Hovhaness voltooide zijn Symfonie nr. 4 opus 165 in 1958. In de Lijst van vierde symfonieën is het een curieuze symfonie.

## Nr. 4
De symfonie draagt volgnummer 4; het is echter niet de vierde symfonie van deze componist. Zijn symfonieën zijn genummerd op volgorde van uitgeven, de reeks krijgt een heel ander beeld als de volgorde van componeren wordt aangehouden. Beide lijsten starten met de Exile Symphony als nummer 1, achtereenvolgens volgden nummer 10, nummer 8, nummer 9, nummer 5, nummer 13, nummer 45(!), nummer 2 en nummer 3. Pas daarna volgde nummer 4. Dit is echter het verhaal van de in 2010 bekende symfonieën. Van Hovhaness is bekend dat hij vroeg werk heeft vernietigd; het kan dus mogelijk zijn (en waarschijnlijk is dat zo) dat bij het vernietigen ook symfonieën betrokken waren.

## Orkestratie
De symfonie is geschreven voor harmonieorkest (symphonic band); er zouden nog zeven voor dergelijke ensembles volgen. Dat harmonieorkest is uitgebreid met een groot aantal percussie-instrumenten. Er zijn twee bezettingen mogelijk (de tweede staat tussen haakjes):
- 3 (of 6) dwarsfluiten en 1 (2) piccolo, 2 (6) hobo’s en 1 (2) althobo, 2 (6) klarinetten en basklarinet, 2 (6) fagotten en contrafagot
- 4 (6) hoorns, 2 (6) trompetten, 4 (6) trombones, 1 tuba
- 4 percussionisten
- 1 harp

## Muziek
De symfonie is geschreven in drie delen, welke delen op zich weer zijn onderverdeeld:
1. Andante
2. Allegro
3. Andante espressivo.

Een traditionele symfonie heeft vier delen; dat vierde deel zit als een coda verstopt in deel 3, waarbij het beginthema terugkeert. Naast een symfoniestructuur heeft de symfonie de structuur van een concerto grosso aangezien menig muziekinstrument een solo heeft. Deze solo’s op zich zijn toebedeeld aan exotische muziekinstrumenten, die weliswaar binnen de harmonieorkesten “normaal” zijn, doch minder vaak als soloinstrument gebruikt worden: basklarinet, contrafagot, althobo, marimba en trombone.

## Sfeer
Hovhaness heeft Schotse en Armeense voorouders. In deze hoedanigheid trok Hovhaness de gehele wereld over en maakte overal waar hij kwam studie van de plaatselijke muziek. De componist stelde dat deze symfonie een samensmelting is van Westerse klassieke muziek, voornamelijk opera’s van Händel, muziek uit de gebieden rond de Himalaya, Zuid Indiase volksmuziek, Chinese muziek uit de tijd van de Tang-dynastie en Armeense religieuze muziek uit de middeleeuwen. Al deze invloeden zijn verwerkt in een Westerse symfonie.
Het eerste deel begint met een hymne waarbij het orkest in zet. Al snel komt een decrescendo waarna de basklarinet aan haar solo begint. Vervolgens keert de hymne terug, wederom een decrescendo, vervolgens de solo van de contrafagot en dan weer een hymne. Deze hymne gaat over in een fuga vol met contrapunt. Gedurende die gehele tijd spelen percussionisten mee. Deze slagwerkers lijken random op hun instrumenten te slaan. Zonder partituur is niet te achterhalen of er een structuur in zit. Dit wordt veroorzaakt door de vreemde maatvoering; de componist wisselt 3/8 af met 7/4.
Deel 2 begint met een uitvoerige solo van marimba; een dansmotief wordt gespeeld, maar er kan niet op gedanst worden; de maatvoering is 19/8 en 20/8. De marimba wordt begeleid door allerlei ondersteunende instrumenten pauken, glockenspiel, vibrafoon en harp, die langzaam wegsterven. Het midden van dit deel wordt gevormd door een trio door houtblazers en harp, vervolgens door vibrafoon en houtblazers. Vervolgens komt het begin terug nu met een xylofoon, wederom begeleid door diezelfde percussie-instrumenten.
Deel 3 laat een terugkeer horen van hymne en fuga. De eerste frase is voor de hoorns en tuba; de maatvoering is weer 7/4. Vervolgens nemen de trombones het over, die met een crescendo naar de climax van de symfonie voeren. Met glissandi ondersteund en tonen uit het laagste register van het instrument stevent het orkest af op het hoogtepunt waarbij het ondersteund wordt door grote tamtam, glockenspiel en buisklokken. Een nagedachtenis aan de legendarische Armeense stad Ani. Deze climax is geschreven in vrije maatvoering. Ten slotte komt het code met de beginhymne en fuga, die het werk in 7/4-maar afsluit.

## Premiere
Het werk geschreven in opdracht van The American Wind Symphony of Pittsburgh, dat in 1958 de eerste uitvoering gaf in een openluchtconcert, waarbij ongeveer 6000 toehoorders waren. De Pittsburgh Post Gazette had het over een kleurenpracht aan klanken met bovennatuurlijke harmonie tussen percussie en blaasinstrumenten.

## Discografie
Het werk werd relatief snel op elpee gezet (veel werk van de componist moet nog op geluidsdrager verschijnen. Die opname was van een van de bekendste (binnen het genre) symphonic bands ter wereld; het Eastman Wind Ensemble, niet onder hun haast vaste leider toen Frederick Fennell, maar de onbekende A. Clyde Roller. De opnamen dateren uit mei 1963 en werd uitgegeven door Mercury, dat destijds bekendstond vanwege de heldere opname. In 1992 verscheen de compact discversie. (catalogusnummer respectievelijk SR90366 en 434320-2)
In oktober 2003 vond opnieuw een opname plaats. Dirigent was Kenneth Brion; orkest was het Royal Scottish Academy of Music and Drama Wind Orchestra. Het platenlabel was Naxos, die meer werk van Hovhaness uitgaf (cat.nummer 8559207).